# Acriboréa
Acriboréa is een sciencefiction-stripreeks bestaande uit vijf delen. De schrijver is Sylvain Sylvain Cordurié en de tekeningen zijn gemaakt door Stéphane Créty en Sandrine Cordurié heeft gezorgd voor de inkleuring.

## Inhoud
Het verhaal speelt zich af in 2465. Mensen hebben de planeet Acriboréa gekoloniseerd en we volgen de avonturen van Jasper Niemeyer en Nathan Palliger. De serie is door uitgeverij Silvester uitgegeven.

## Albums
Het verhaal bestaat uit de volgende delen:
- 1. De onzekere                    2006-2011
- 2. De puinhopen van de areopaag   2006-2013
- 3. Miljoenen zonnen               2007-2011
- 4. De zwermen                     2007-2017
- 5. De arca-richtlijn              2008-2017